# Episodi di Casualty (undicesima stagione)
L'undicesima stagione della serie televisiva Casualty è stata trasmessa in anteprima nel Regno Unito da BBC One tra il 14 settembre 1996 e il 22 febbraio 1997.
| nº | Titolo originale           | Titolo italiano | Prima TV UK       | Prima TV Italia |
| -- | -------------------------- | --------------- | ----------------- | --------------- |
| 1  | Chain Reactions            |                 | 14 settembre 1996 |                 |
| 2  | Relative Values            |                 | 21 settembre 1996 |                 |
| 3  | It Ain't Me, Babe          |                 | 28 settembre 1996 |                 |
| 4  | Thicker Than Water         |                 | 5 ottobre 1996    |                 |
| 5  | Waterwings                 |                 | 12 ottobre 1996   |                 |
| 6  | Still Waters               |                 | 19 ottobre 1996   |                 |
| 7  | Nightfall                  |                 | 26 ottobre 1996   |                 |
| 8  | Vital Signs                |                 | 2 novembre 1996   |                 |
| 9  | Another Day in Paradise    |                 | 9 novembre 1996   |                 |
| 10 | Flesh and Blood            |                 | 16 novembre 1996  |                 |
| 11 | Made in Britain            |                 | 23 novembre 1996  |                 |
| 12 | Mother's Little Helper     |                 | 30 novembre 1996  |                 |
| 13 | Trapped                    |                 | 7 dicembre 1996   |                 |
| 14 | Do You Believe in Fairies? |                 | 14 dicembre 1996  |                 |
| 15 | The Dying of the Light     |                 | 21 dicembre 1996  |                 |
| 16 | The Homecoming             |                 | 28 dicembre 1996  |                 |
| 17 | Hidden Depths              |                 | 4 gennaio 1997    |                 |
| 18 | Tall Tales                 |                 | 11 gennaio 1997   |                 |
| 19 | Déjà Vu                    |                 | 18 gennaio 1997   |                 |
| 20 | Treasure                   |                 | 25 gennaio 1997   |                 |
| 21 | United... By Blood         |                 | 1º febbraio 1997  |                 |
| 22 | Make Believe               |                 | 8 febbraio 1997   |                 |
| 23 | Monday Bloody Monday       |                 | 15 febbraio 1997  |                 |
| 24 | Perfect Blue               |                 | 22 febbraio 1997  |                 |